# جائزة ألمانيا الكبرى للدراجات النارية 1952
جائزة ألمانيا الكبرى للدراجات النارية 1952 هو سباق دراجات نارية أقيم بتاريخ 20 يوليو 1952. كان الجولة الخامسة من أصل 8 في سباق الجائزة الكبرى للدراجات النارية موسم 1952. فاز ريج آرمسترونغ بفئة 500 سي سي بينما جاء الأسترالي كين كافانا في المركز الثاني.

## وصلات خارجية
- الموقع الرسمي